# Saint-Projet, Tarn-et-Garonne
Saint-Projet là một xã của tỉnh Tarn-et-Garonne, thuộc vùng Occitanie, miền nam nước Pháp.